# Draken Harald Hårfagre
De Draken Harald Hårfagre is een groot overnaadsschip met razeil. Het is gebouwd op het eiland Vibrandsøy in de gemeente Haugesund in Noorwegen. 
De bouw begon in maart 2010 en het voltooide schip werd te water gelaten op 4 juni 2012. Niemand had ervaring met het zeilen en roeien van een schip van deze grootte, dus het eerste jaar na de tewaterlating werd besteed aan het experimenteren met tuig, zeilen en roeien voordat het schip in mei 2013 op zijn eerste tocht vertrok.

## Naam
De naam komt van de middeleeuwse Noorse koning Harald Hårfagre, in de Nederlanden meer bekend als Harald Fijnhaar, of Harald Veelhaar. In het Engels: Harald Fairhair.

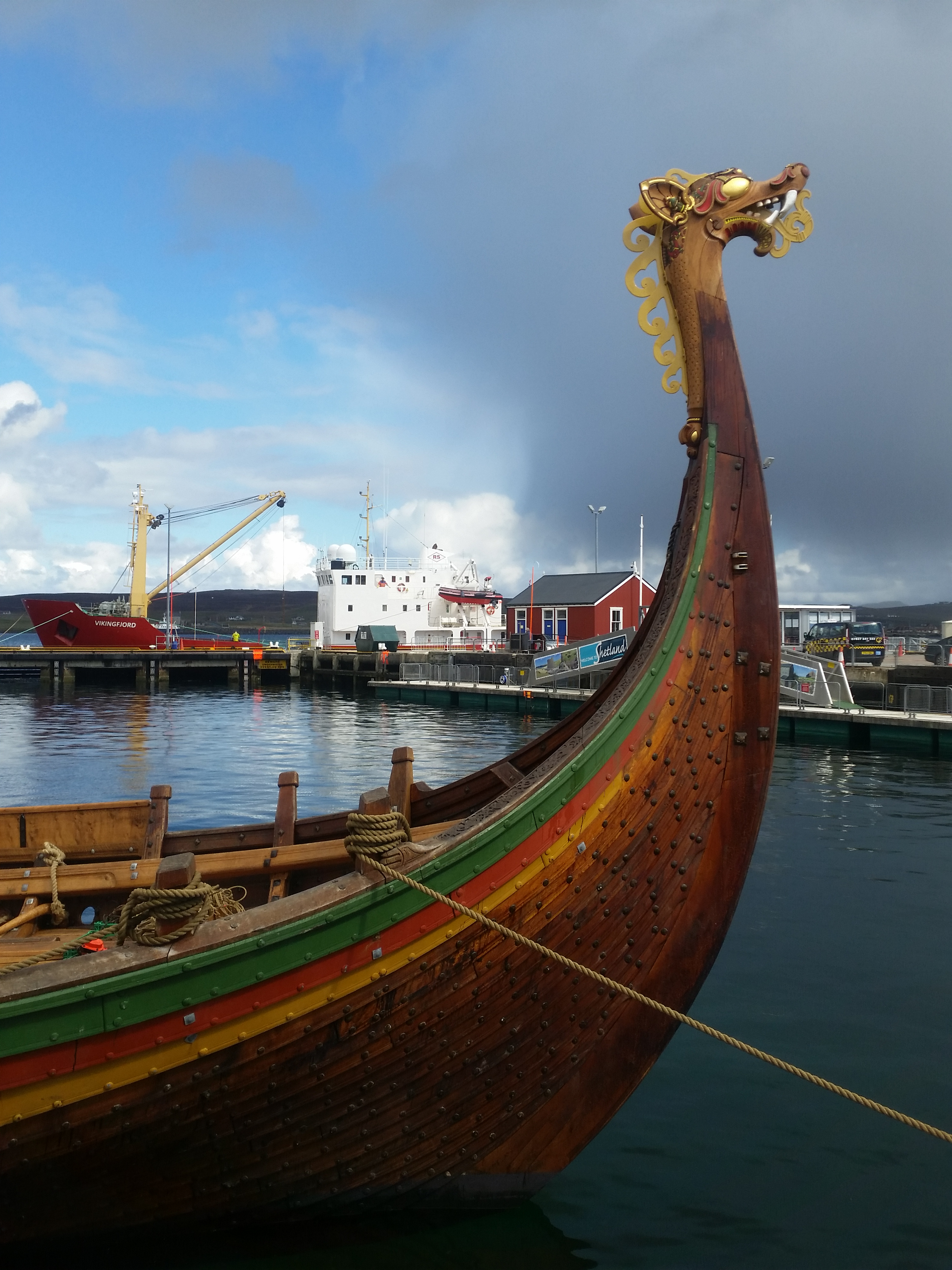
De draak aan de boeg

Draken slaat op drakenschip. De boeg van het schip is versierd met een gebeeldhouwde draak.

## Noorslangschip
Het schip is een 25-banker. Dat wil zeggen, het schip heeft 25 banken waarop de roeiers zitten, dus 2 × 25 roeispanen (bakboord en stuurboord). Bij elke roeispaan zijn twee roeiers nodig. Het schip moet daarom een bemanning van ten minste 100 personen hebben. Het kan echter gezeild worden met een bemanning van 12 tot 14 personen.
De Draken Harald Hårfagre is 35 m lang en 8 m breed, de waterverplaatsing is 70 ton. Het schip werd gebouwd van eikenhout, en heeft een reefbaar zeil van 260 m².
Het schip is nu (2023) het grootste Vikingschip dat in de moderne tijd is gebouwd, maar tijdens de Vikingtijd werden veel schepen van deze grootte gebouwd. Dan zou dit een vrij gewoon Noors langschip zijn geweest.
Het schip wordt vaak afgebeeld als een Vikingschip, d.w.z. een schip uit de Vikingtijd (ca. 750-1050). Schepen uit deze tijd staken echter niet ver in het water, hadden lage zijkanten en waren veel korter dan de "Draken". Er werden ook langere schepen gebouwd, maar deze waren niet breed en zonken diep, net als de "Draken", en konden niet naar Amerika varen. De scheepsbouwers van de Draken  hebben oudere, kleinere schepen vergroot, en het resultaat is iets dat in de Vikingtijd niet bestond.

## Materialen
- romp: eiken
- mast: douglasspar
- zeil: zijde
- verstaging, lopend en staand want: hennep

## Reizen

### Engeland
In de zomer van 2014 maakte het langschip, onder leiding van de Zweedse kapitein Björn Ahlander, zijn eerste echte reis, een drie weken durende zeiltocht van Noorwegen naar Merseyside, Engeland. Daar werd het ontvangen door de Liverpool Victoria Rowing Club. Het bezocht ook verschillende andere locaties rond de kust van de Britse eilanden, waaronder het eiland Man, Western Isles, Orkney en Shetland.

### Amerika
Het schip verliet zijn thuishaven Haugesund, Noorwegen op 26 april 2016, op weg naar Newfoundland, met als doel de eerste trans-Atlantische oversteek en de Viking ontdekking van de Nieuwe Wereld te verkennen en te herbeleven. De route omvatte stops bij de Shetlandeilanden en Faeröer Eilanden, IJsland, en Groenland, voordat landing op Newfoundland uiteindelijk werd bereikt op 1 juni van dat jaar.

## Foto's

Bouw van het schip
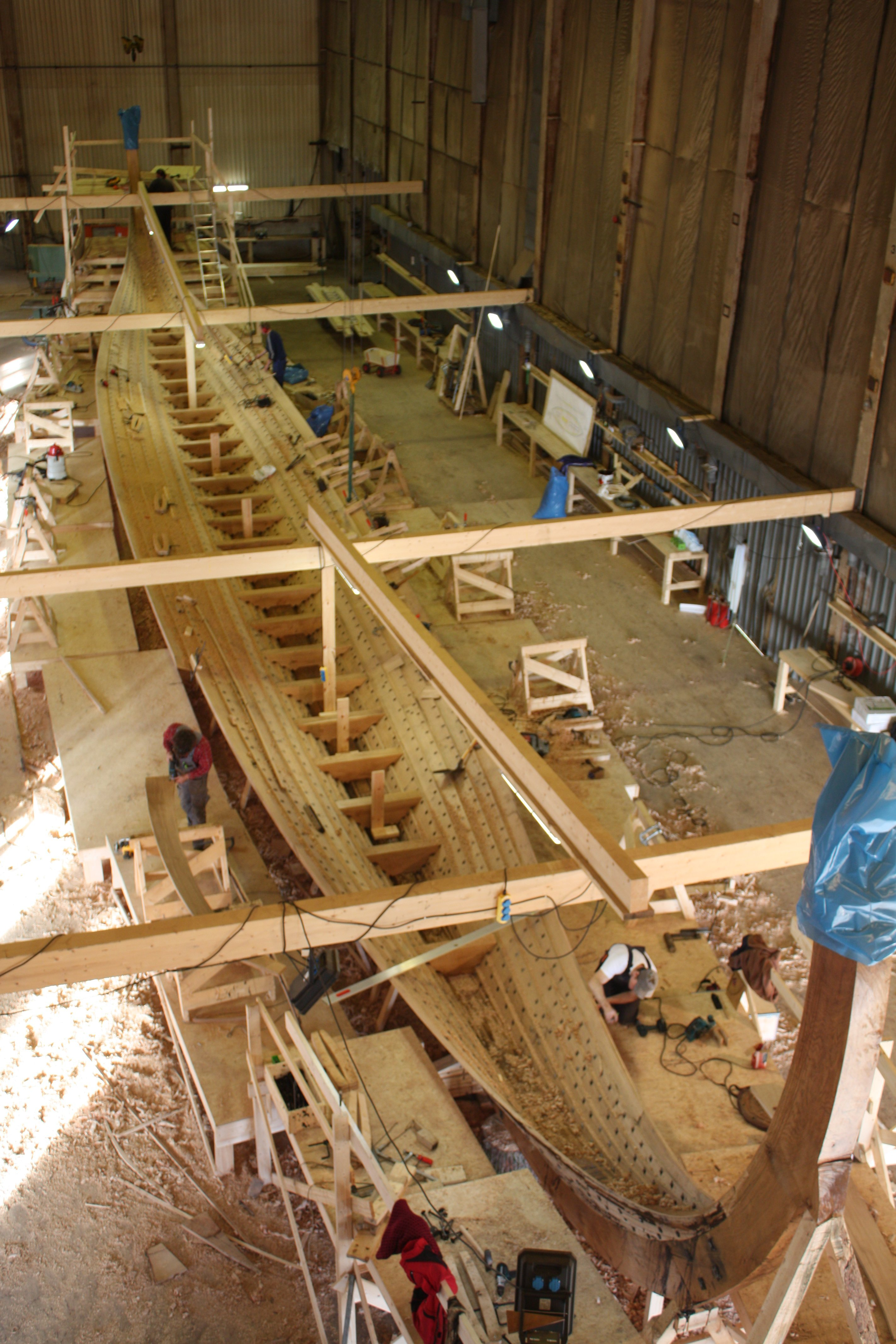
Montage 9e gang.
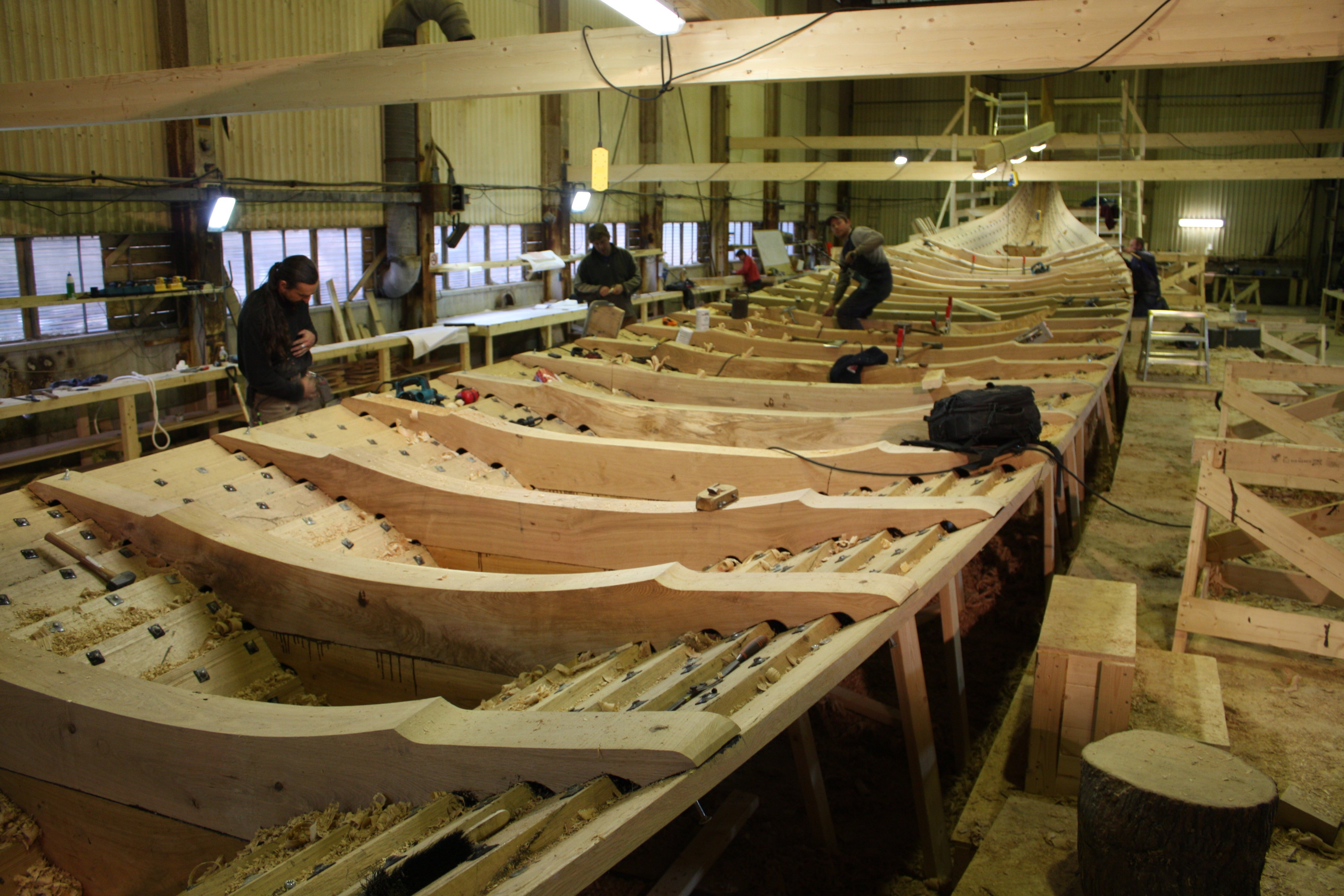
Het schip in aanbouw.
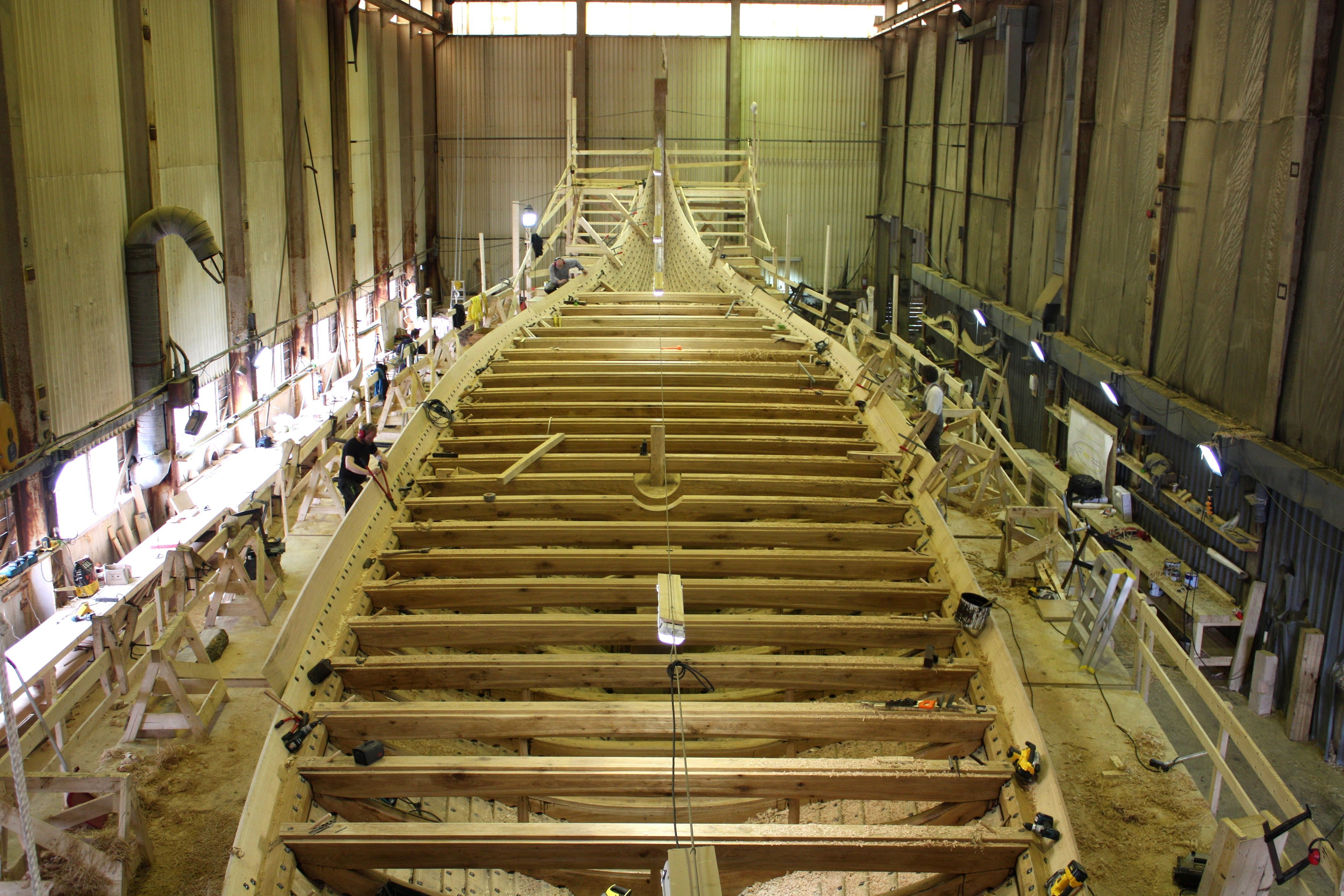
Montage 17e gang.

In de vaart
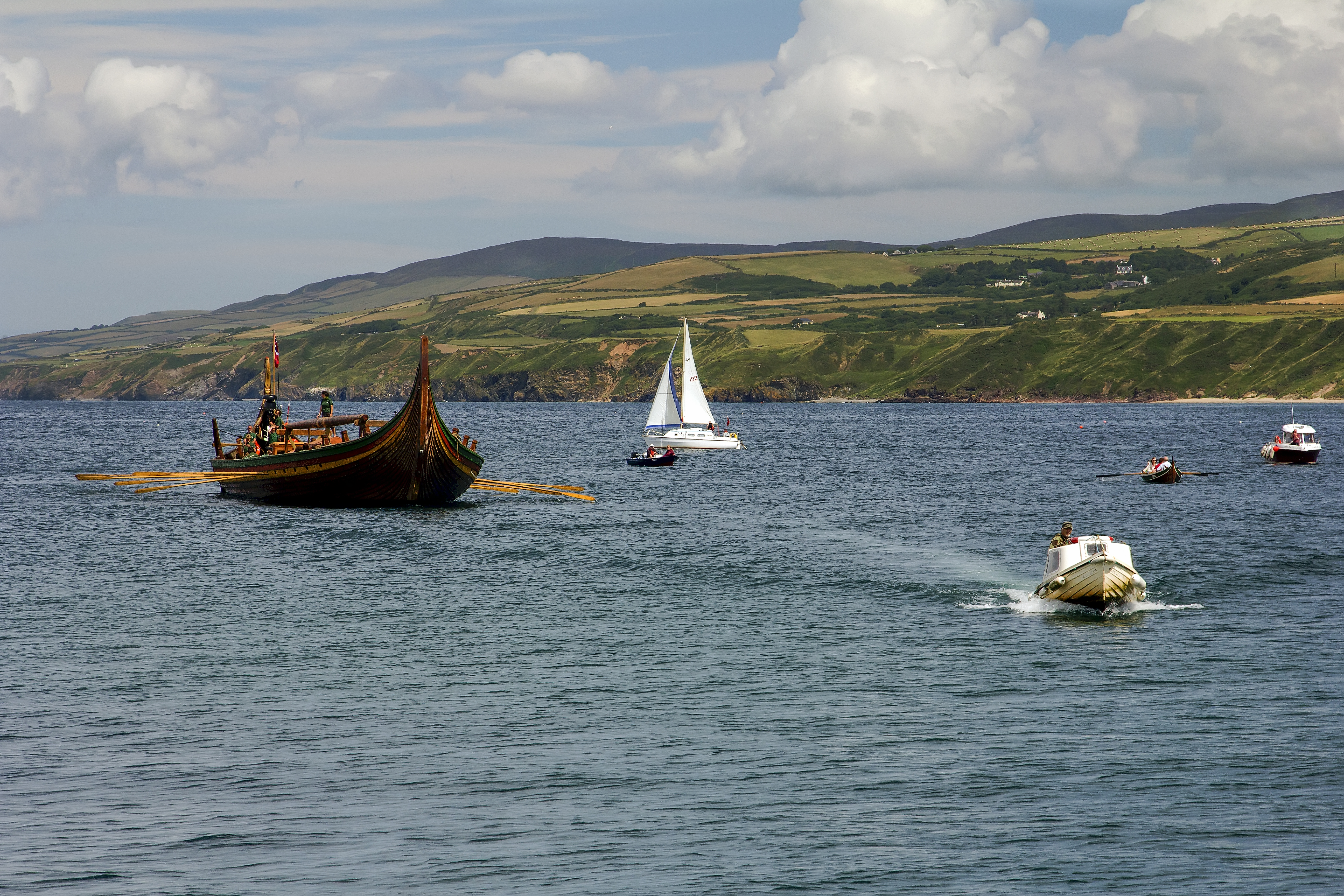
15 juli 2014
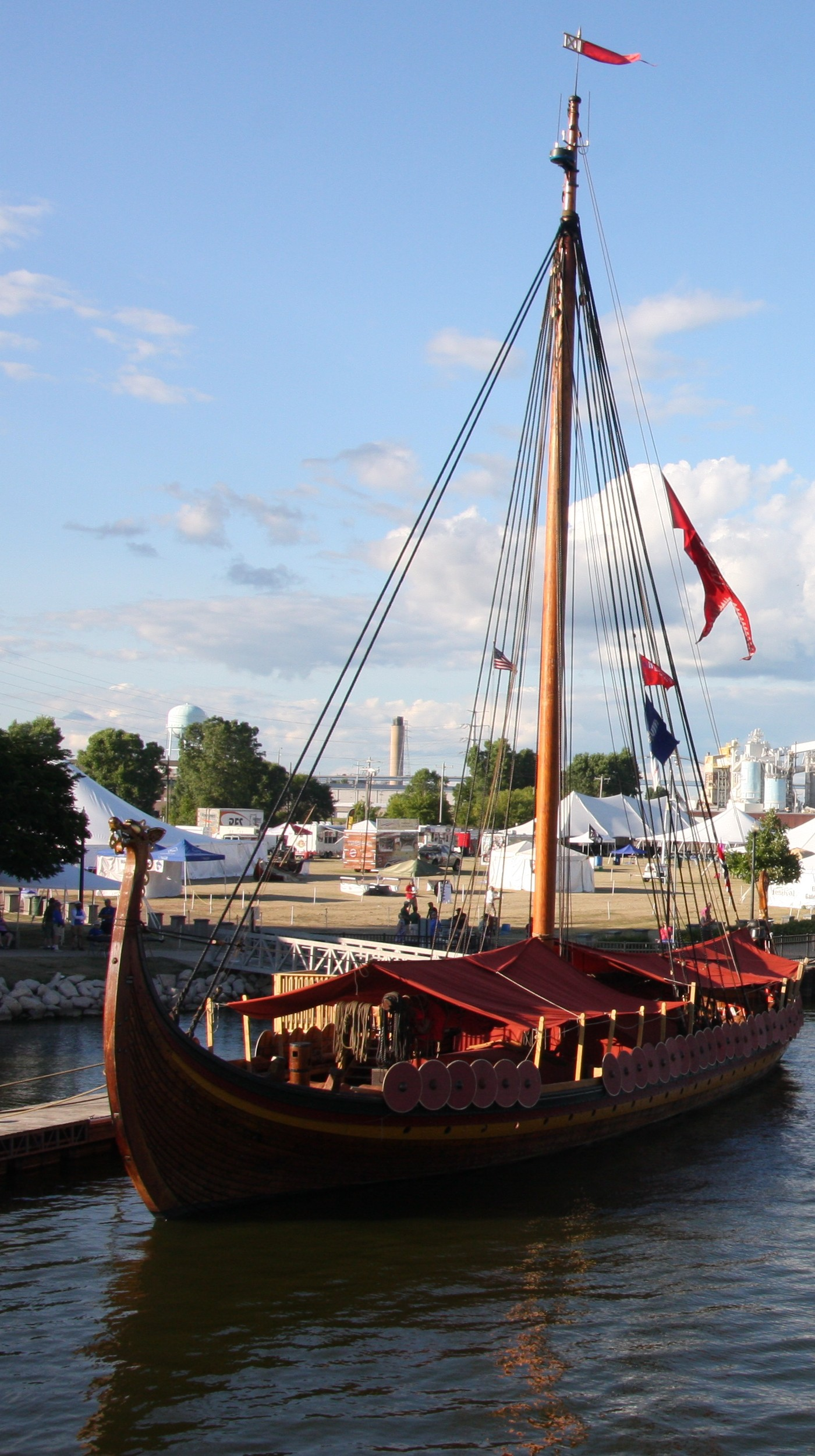
In Green Bay, Wisconsin, Verenigde Staten
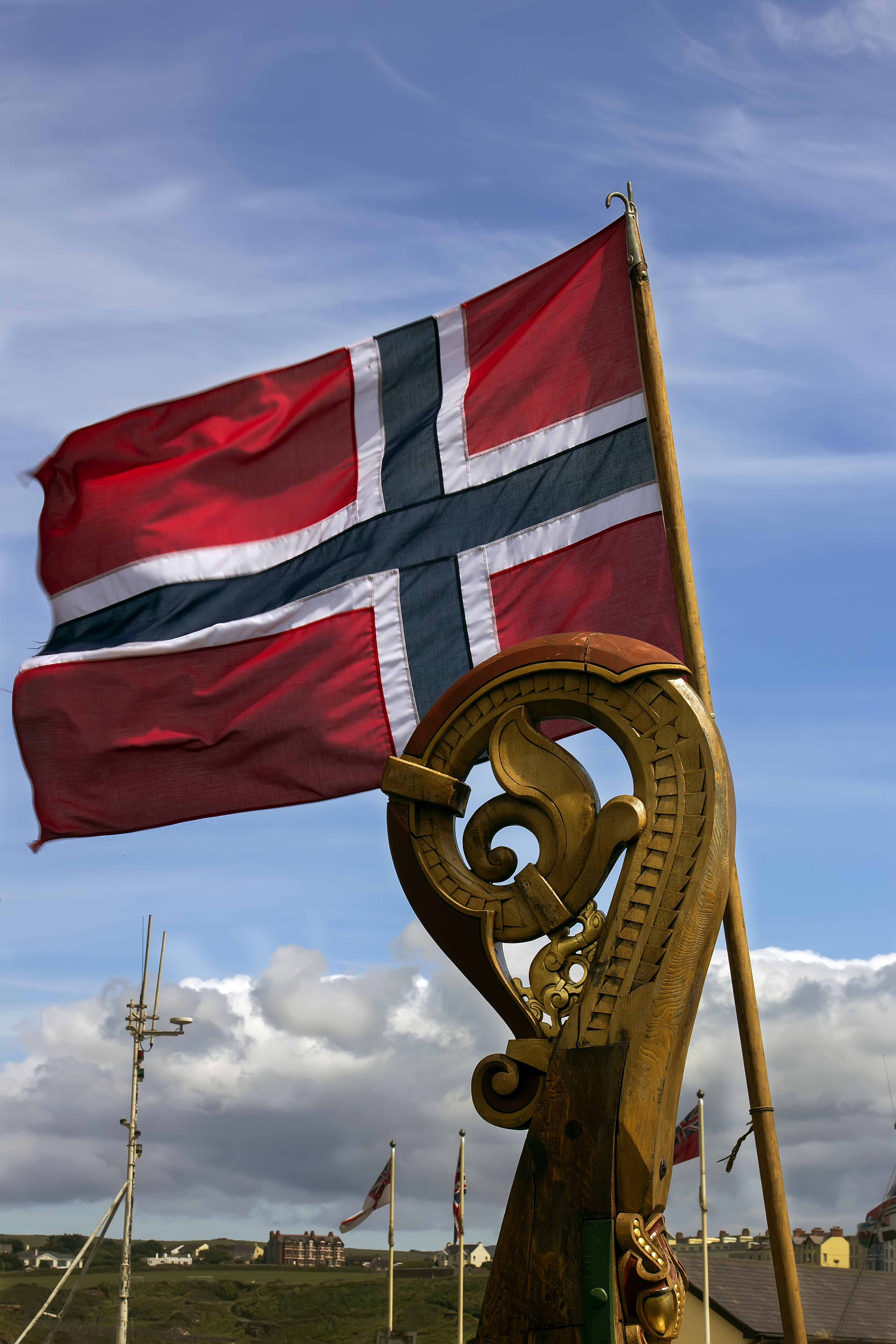
Versiering bij het hek.
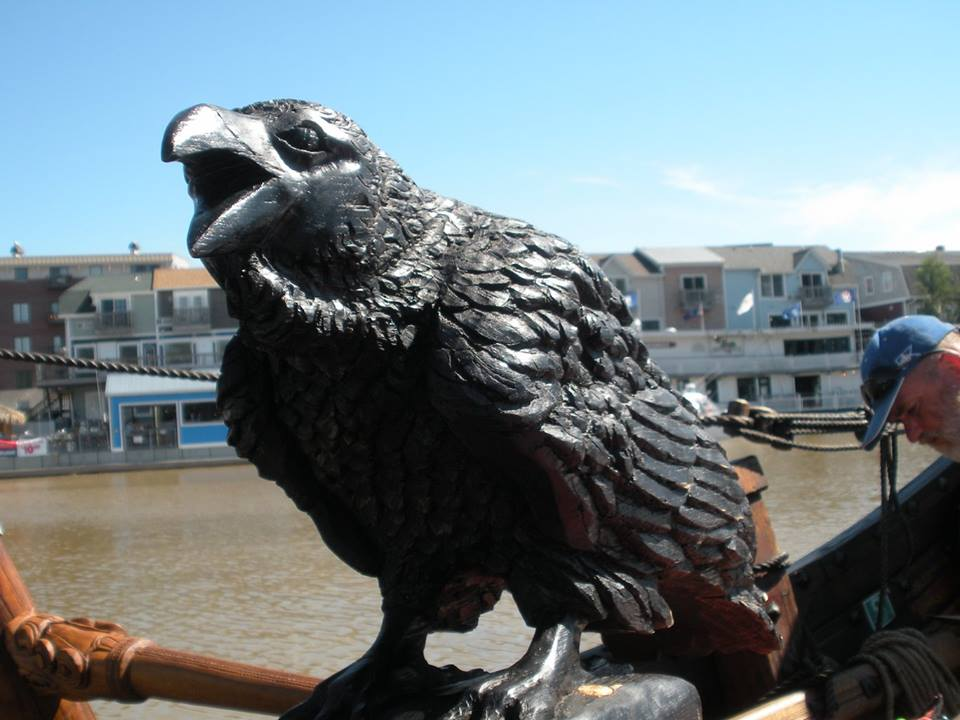
Versiering
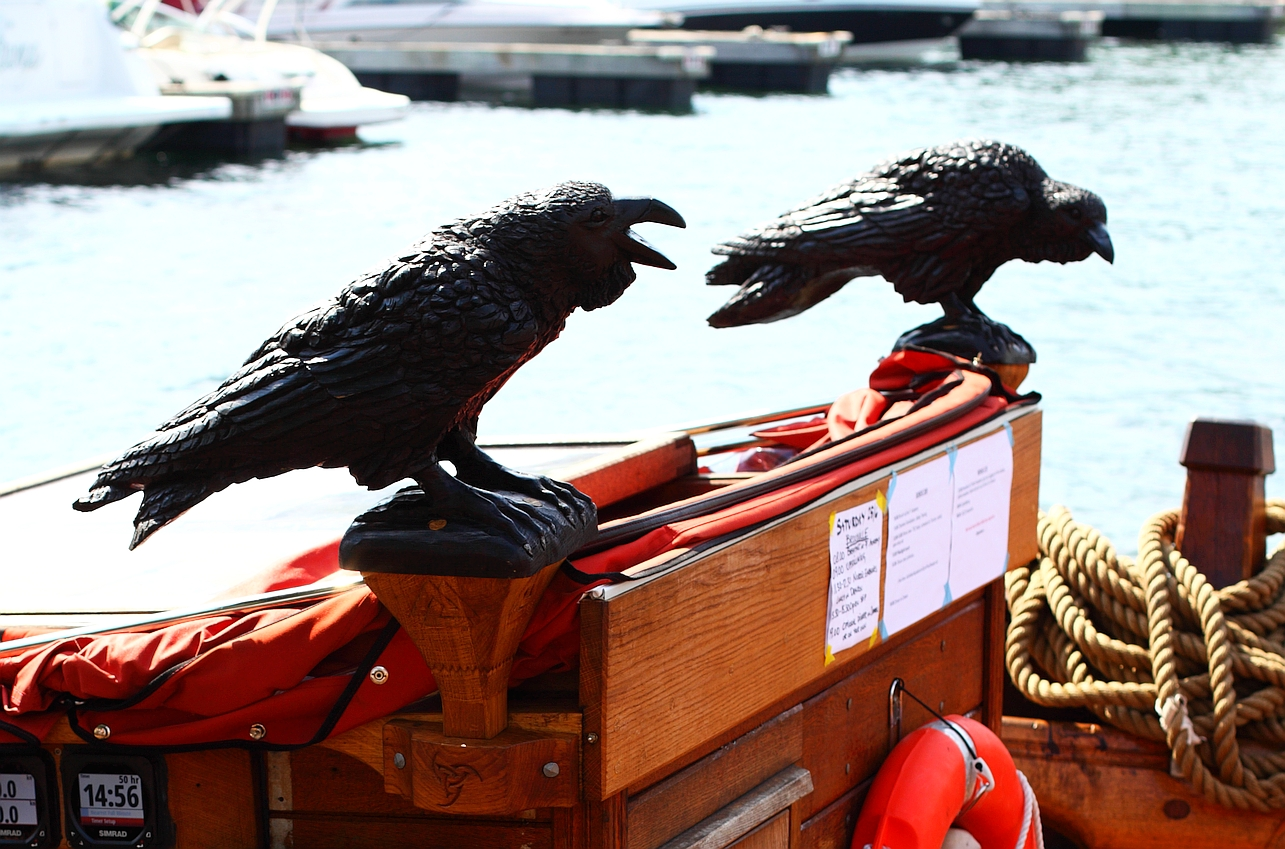
Huginn en Muninn